# Меда Педингтон
Меда Падингтон је измишљени лик у књижевности за децу. Први пут се појавио 13. октобра 1958. у књизи за децу Медвед звани Падингтон, а представљен је у више од двадесет књига британског аутора Мајкла Бонда, са илустрацијама Пеги Фортнум и других уметника.
Дружељубиви медвед из „најмрачнијег Перуа“ - са старим шеширом, похабаним кофером, капутом "ђубретарцем" и љубављу према мармелади - постао је класичан лик британске дечје књижевности. Антропоморфизовани медвед, Падингтон је увек пристојан - обраћа се људима са „Господине“, „Госпођо“ и „Госпођице“, ретко по именима - и добродушан је, мада наилази на оне који наилазе на његово неодобравање. Има бескрајну способност да невино упада у невоље, али познато је да се „толико труди да се ствари поправе“. Открила га је у лондонској станици Падингтон породица Браун која га је усвојила, под пуним именом „Падингтон Браун“ (његово првобитно перуанско име било је претешко за изговор).
Од јуна 2016, меда Падингтон је франшиза у власништву СтудиоКанала. Бонд је, међутим, наставио да поседује издавачка права на своју серију, која је HarperCollins-у одобрена у априлу 2017. (два месеца пре његове смрти) за наредних шест година (до 2023).
Књиге о меди Падингтону преведене су на 30 језика у 70 наслова и продате у више од 30 милиона примерака широм света. Веома омиљен измишљени лик у Великој Британији, мекану играчку меде Падингтона британски су грађевинци тунела изабрали као прву ствар која је прошла до њихових француских колега када су се 1994. године спојиле две стране Евротунела. Меда Падингтон је прилагођен за телевизију, филмове а појављивао се и у рекламама. Критички прихваћени и комерцијално успешни филмови Меда Падингтон (2014) и Меда Падингтон 2 (2017) номиновани су за награду БАФТА за изванредан британски филм.

## Историја

### Порекло
Мајкл Бонд засновао је Меду Падингтона на усамљеном плишаном медведићу кога је приметио на полици у лондонској продавници у близини станице Падингтон на Бадње вече 1956, а који је купио као поклон својој супрузи. Можда га је такође инспирисао призор јеврејске деце избеглица из Европе или деце из Лондона која су евакуисана на село.
Медвед је инспирисао Бонда да напише причу; и за десет дана написао је прву књигу. Књигу је дао свом агенту Харви Ана. Медвед зван Падингтон први пут је објавио 13. октобра 1958. године HarperCollins. 

### Плишана играчка
Прву плишану играчку меде Падингтон створила је 1972. године Gabrielle Designs, мала фирма коју су водили Ширли и Еди Кларксон, а прототип је направљен као божићни поклон за њихову децу Џоану и Џеремија (који су касније постали познати британски ТВ водитељ и писац).
Ширли Кларксон је плишаног медведа обукла у Велингтон чизме како би му помогла да стоји усправно.  (Падингтон је примио Велингтонке за Божић у Падингтон маршира, 1964.). Најранији медведи носили су мале дечје чизме произвођача Dunlop Rubber док производња није могла да задовољи потражњу. Gabrielle Designs је потом произвела чизме са отисцима шапа обликованим у ђонове.
Књига Ширли Кларксон описује развој играчке Падингтон од божићног поклона до предмета парнице и на крају комерцијалног успеха.

## Прича
У првој причи Падингтона је на железничкој станици Падингтон у Лондону пронашла породица Браун, како седи на свом коферу са цедуљицом прикаченом на капут која гласи „Молим те, чувај овог медведа. Хвала вам." Бонд је рекао да су га његова сећања на филмске новине које су приказивале возове евакуисане деце која су напуштала Лондон током Другог светског рата, са етикетама око врата и малим коферима, подстакла да учини исто за Падингтона.
Падингтон стиже као слепи путник који долази из „Најмрачнијег Перуа“, а послала га је његова тетка Луси (један од само неколико познатих рођака, осим ујака Пастуза који је Падингтону дао шешир), који је отишао да живи у Дому за пензионере медведе у Лими. Тврди: „Дошао сам у чамцу за спасавање и јео мармеладу. Медведи воле мармеладу“. Каже им да нико не може да разуме његово перуанско име, па Браунови одлучују да га зову Падингтон по железничкој станици на којој је пронађен. Падингтоново перуанско име је на крају откривено као „Пастусо“ (не сме се мешати са „ујком Пастузом“).
Бонд је првобитно желео да је Падингтон "допутовао из најмрачније Африке", али његов агент му је рекао да у Африци нема медведа, па је стога измењен у Перу, дом медведа наочара.
Одвели су га кући у Виндзор гарденс 32 у близини Нотинг Хила. Иако постоји прави Виндсор Гарденс између Нотинг Хила и Маида Вејла (близу места како је описано у књигама), Виндзор гарденс у књизи је фиктиван и не подсећа на праву улицу. Падингтон је често на оближњој пијаци Портобело Роуд.
Када се изнервира са некима, често им упути један од својих посебних „тврдих погледа“ (научила га је тетка Луси), због чега такви постану румени и осрамоћени. Падингтонове авантуре обично произилазе из тога што он нешто не разуме и покушава да исправи (оно што он сматра) неправедне ситуације. Ово се обично завршава тако што он на неки начин забрља ствари. Али у свим својим авантурама заврши добро и сви умешани могу се томе смејати. (Изузетак од овог правила је сусед Браунових, господин Кари, који у свакој авантури заврши у невољи.)
Приче прате Падингтонове авантуре и незгоде у Енглеској, заједно са неким исечцима информација о његовој прошлости. На пример, једна прича открива да је Падингтон остао сироче у земљотресу, пре него што га је тетка Луси прихватила и подигла.

### Главни ликови
- Меда Падингтон: Пријатељски, харизматичан и уљудан медвед из најмрачнијег Перуа. Падингтона су прихватили тетка Луси и ујак Пастузо након што су му родитељи умрли у земљотресу када је био врло млад. Падингтон се пресељава код Браунових након што се тетка Луси усели у Дом пензионисаних медведа. Падингтон је обично у некој невољи. Падингтоново перуанско име тешко је изговорити. Госпођа Браун га је назвала по станици Падингтон.
- Господин Хенри Браун: Несретни, али добронамерни аналитичар ризика града Лондона. У филму, Хенри у почетку одбија да дозволи Падингтону да се пресели код породице, али на крају се загреје за Падингтона и гради му спаваћу собу у њиховом поткровљу.
- Госпођа Мери Браун: Хенријева озбиљна али изузетно пријатељска супруга. У анимираној серији 1989. године Мери и њен супруг имају дванаестогодишњег америчког нећака по имену Дејвид Расел.
- Џонатан и Џуди Браун: Енергична и љубазна деца Браунових. Никада није утврђено да ли је једно старије од другог, што доводи до могућности да су близанци. У серији из 1975. и Падингтону, Џуди је старија. У анимираној серији 1989. и анимираној серији 1997. Џонатан је старији.
- Госпођа Бирд: Строга, али љубазна домаћица Браунових. Иако је често нервирају Падингтонове лудорије и незгоде, она га штити. Њено име никада није споменуто.

- Господин Семјуел Грубер: Падингтонов најбољи пријатељ. Љубазни власник антикварнице на Портобело роуду, са којим Падингтон проводи своје одморе сваког дана. Редовно води Падингтона и децу Браунових на излете. Он је мађарски имигрант. Обраћа се Падингтону као "Мр Браун".
- Господин Реџиналд Кари: Злурад, арогантан комшија лоше воље, који служи као контраст господину Груберу. Падингтону се обраћа једноставно са "Медведе!" Шкртица по природи, увек жели нешто за џабе и често наговара Падингтона да обавља послове за њега. У већини прича он се појављује као честа жртва Падингтонових незгода; међутим, понекад користи грешке Падингтона и чак га повремено награди за њих.
- Луси: Падингтонова тетка из најмрачнијег Перуа. Била му је законски старатељ док није морала да се усели у Дом пензионисаних медведа у Лими, у Перуу.
- Пастузо: Падингтонов богати ујак који путује, у адаптацији је откривено, да га је истраживач Монтгомери Клајд (који му је дао свој шешир) назвао по боксеру кога је упознао у бару. У филмској адаптацији ујака Пастуза убија падајуће дрво током земљотреса, а Падингтон узима његов шешир.

## Књиге
Прва књига, Медвед назван Падингтон, објављена је 1958. године. Иако су књиге подељене у поглавља и свака књига има временски оквир, све приче функционишу као самосталне приче, а многе од њих су овако коришћене у ТВ серији. 
Прва ТВ адаптација Падингтона била је серијализовано читање Авантура меде Падингтона аутора Торе Хирд за ВВС серију за децу Jackanory 1966. 15-минутне епизоде су емитоване током пет поподнева од 14. марта 1966. Ниједна епизода не постоји у архиви ВВС-ја.

## У популарној култури
Падингтон је приказан на британској поштанској марки 1. класе у серији бајке о животињама објављеној 10. јануара 2006. године, а претходно је био на једној од марки 1. класе, објављеној 1. фебруара 1994.
У Lawrence Block's-у (1999) налази се хотел са темом меде Падингтона.
Меда Падингтон представљен је у телевизијској реклами за намаз Мармит УК (први пут емитовано 13. септембра 2007)  у којој покушава да проба сендвич са мармитом и сиром уместо свог традиционалног сендвича са мармеладом.
Дана 13. октобра 2008. Google је прославио 50. годишњицу прве публикације о Паодингтону постављањем слике путујућег медведа са натписом Перу и Лондон уграђеним у Google-ов логотип.
У новембру 2014. године на Паради поводом Дана захвалности представљен је балон са медведом Падингтон.
Песму о медведу Падингтон „Shine“ објавили су 13. јануара 2015. године Гвен Стефани и Фарел Вилијамс.
У оквиру промоције филма и прославе међукултурних веза између Велике Британије и Перуа, британска амбасада и СтудиоКанал наручили су статуу Падингтона у Парку Салазар у округу Мирафлорес у перуанској престоници, која је откривена у јулу 2015. године.
Меда Падингтон се такође користи у маркетингу компаније Робертсон'с, на етикети њихове мармеладе.
Божићна реклама Маркс и Спенсер за 2017. годину за телевизију приказује Падингтона како погрешно замењује ситног криминалца са Деда Мразом и помаже му да исправи погрешне поклоне вративши их правим власницима.